# Dobre
Dobre (dawn. Dobre Stare) – miasto w Polsce, położone w województwie mazowieckim, w powiecie mińskim, siedziba miejsko-wiejskiej gminy Dobre.
Dobre uzyskało lokację miejską w 1530 roku, zdegradowane do rangi wsi 1 stycznia 1852 roku. W latach 1867–1954 siedziba wiejskiej gminy Rudzienko (do 1919 w powiecie radzymińskim, od 1919 w powiecie mińskim). W latach 1954–1972 siedziba gromady Dobre. Od 1973 w gminie Dobre. W latach 1975–1998 należało administracyjnie do województwa siedleckiego. 1 stycznia 2024 odzyskało prawa miejskie, stając się tysięcznym miastem Polski.
Wieś jest siedzibą rzymskokatolickiej parafii św. Mikołaja w Dobrem.
| SIMC    | Nazwa     | Rodzaj       |
| ------- | --------- | ------------ |
| 0670723 | Zdrojówki | część miasta |

## Historia

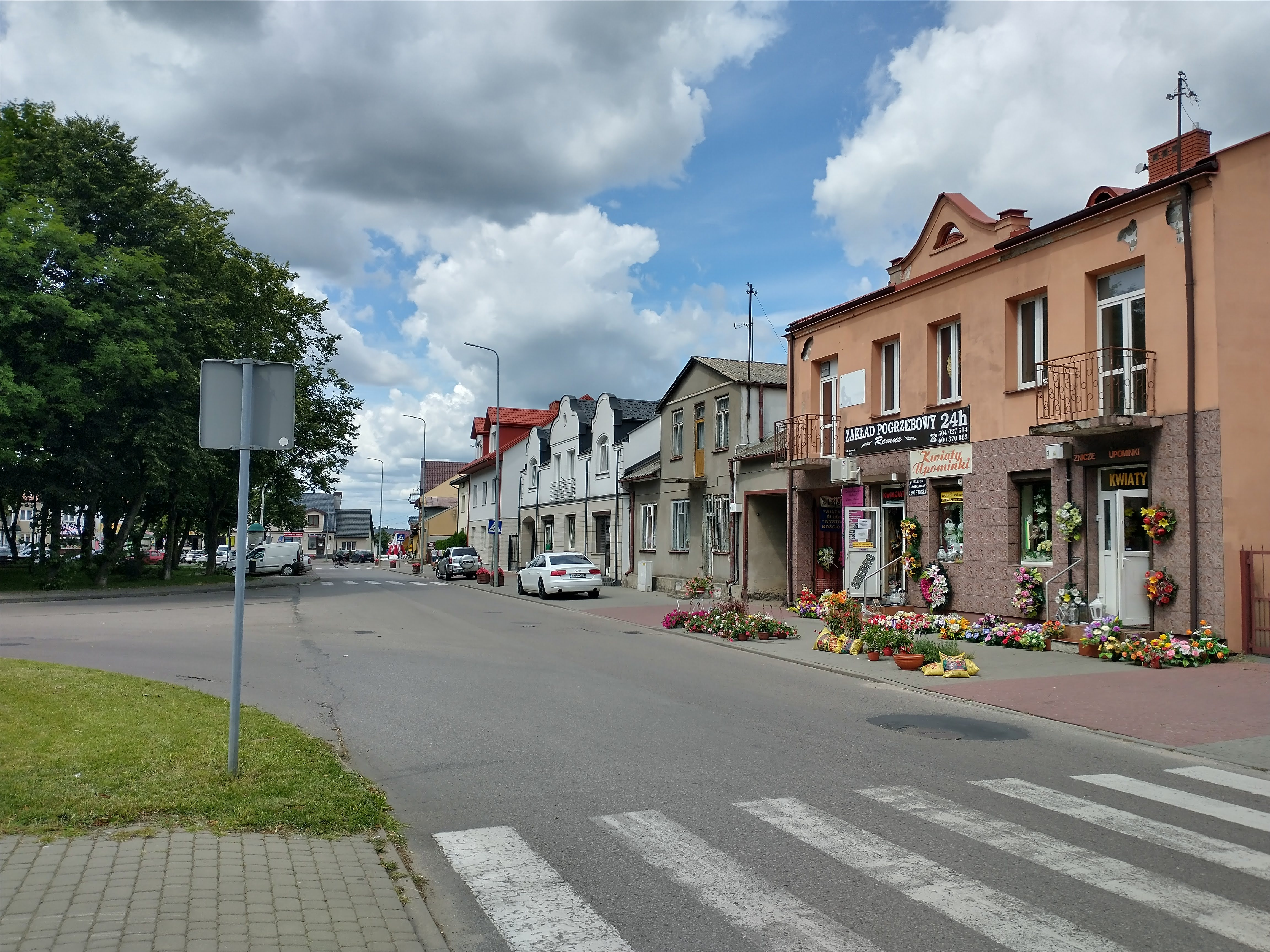
Fragment rynku

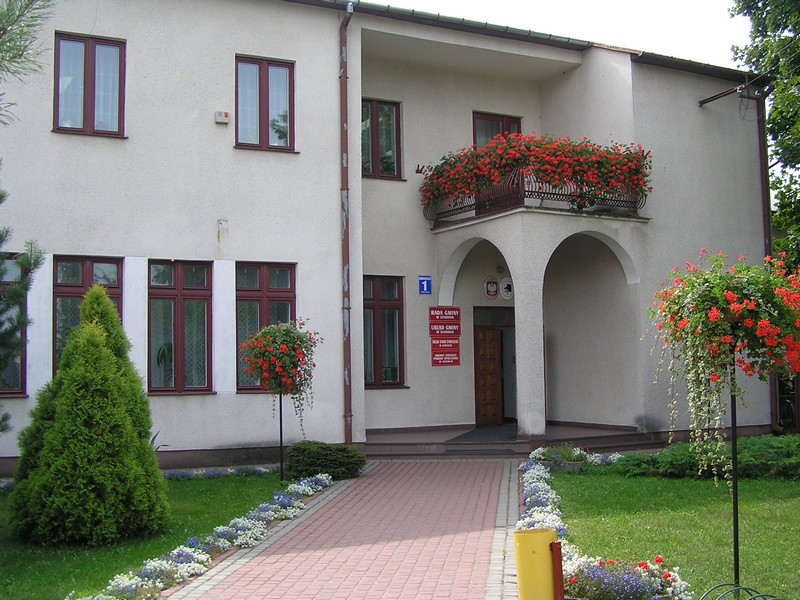
Urząd Gminy Dobre

W 1530 w kancelarii króla Zygmunta Starego właściciele dóbr Ossówno otrzymali zezwolenie na lokację miasta Dobre. Rejestr poborowy z 1563 pozwala stwierdzić, że w początkach drugiej połowy XVI w. istniały już prywatne miasteczka o nazwie Dobre Stare i Dobre Nowe. Każde z nich płaciło łanowe z 20 włók zagospodarowanych przez mieszczan. Rozległością gruntów miejskich Dobre dorównywało więc Mińskowi Mazowieckiemu. Z rejestru czytamy również, że miało ono znaczną liczbę rzemieślników i przekupniów.
W 1530 Jan Dobrzyniecki – podstoli zakroczymski uzyskał dla wsi Dobre (w dobrach Ossówno w powiecie liwskim) erekcję parafii i lokacji miasta na prawie chełmińskim z zezwoleniem odbywania trzech jarmarków rocznie i jednego targu tygodniowo. Tradycja tygodniowych targów została zachowana do dziś.
W 1567 obok Dobrego Starego należącego do Dobrzynieckich występuje w rejestrze poboru Dobre Nowe, będące w posiadaniu drugiej gałęzi tej rodziny, która wzięła nazwisko od dóbr Ossówno Ossowińskich. Sądząc z jednakowego uposażenia w ziemię po 20 łanów – miasteczko podzielone było na połowy. Jak wynika z opłacanego poboru, Dobre stanowiło w tym okresie poważny ośrodek rzemieślniczo-handlowy (40 rzemieślników i 6 przekupniów). Szacunkowo zatrudniali oni około 800 osób. Jednak w 1567 liczba rzemieślników stopniowo zaczęła maleć, a w drugiej połowie XVII w., po zniszczeniach szwedzkich pogłówne płaciło tylko miasto Dobre, w wysokości świadczącej o zatrudnieniu nie przekraczającym 150 mieszkańców.
Z początkiem XVIII w. Dobre przeszło w ręce Masalskich, od których nabył je ok. 1785 S. Szydłowski kasztelan żarnowski. W 1752 August III podniósł liczbę jarmarków do czterech. W 1824 Dobre zamieszkiwało 137 mieszkańców w 38 drewnianych domach. Natomiast w 1845 – 384 mieszkańców i należało wówczas do J. Jażwińskiego. Dochody miasta nie wystarczały na opłacenie administracji miejskiej. W 1852 Dobre zostało pozbawione praw miejskich, których pozostałością jest herb.
Przed II wojną światową w Dobrem mieszkało wielu Żydów. Według danych spisu powszechnego z 1921 w Dobrem mieszkało 373 Żydów, co stanowiło 34% ludności wsi. 15 września 1942 Żydzi z Dobrego zostali deportowani do obozu zagłady w Treblince, a znajdująca się w miejscowości synagoga została zniszczona. Losy Żydów z Dobrego przedstawia w swojej twórczości prozatorskiej Henryk Grynberg.
31 grudnia 2012 do miejscowości przyłączono pobliską wieś Zdrojówki.

### Kalendarium
- 1530 – nadanie praw miejskich,
- 1831 – bitwa pod Dobrem,

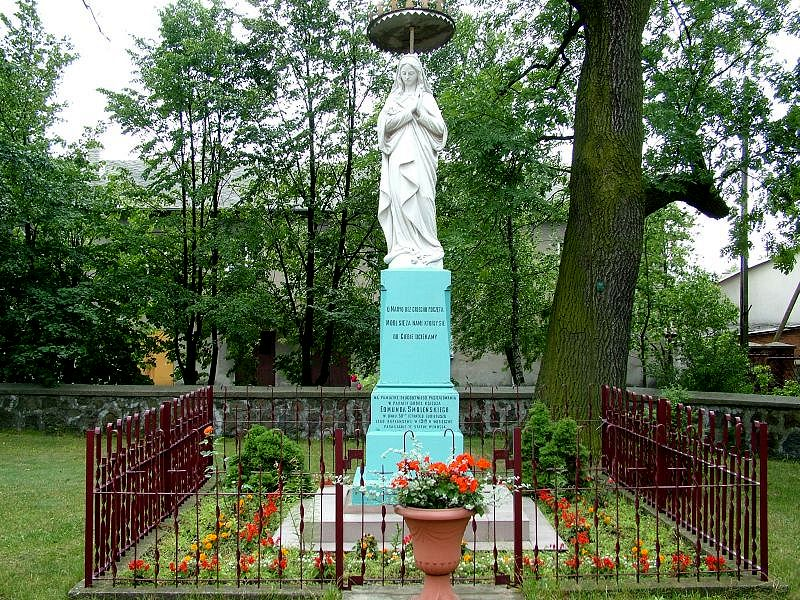
Figura MB przed kościołem w Dobrem

- 1852 – Dobre zostaje pozbawione praw miejskich,
- 1873–1878 – budowa kościoła,
- 1878 – poświęcenie kościoła,
- 1880 – biskup Wincenty Teofil Popiel-Chościak dokonuje aktu konsekracji świątyni,
- 1915 – powstaje OSP Dobre,
- 1929 – wmurowanie kamienia węgielnego pod budowę szkoły,
- 1935 – ukończenie budowy szkoły,
- 1942 – deportacja dobrzańskich Żydów do obozu zagłady w Treblince
- 1943 – powstaje w Dobrem Gminna Spółdzielnia,
- 1973 – Dobre staje się siedzibą gminy
- 1977 – oddanie do użytku nowej remizo-świetlicy,
- 1982 – zawiązuje się Spółdzielnia Mieszkaniowa „ZGODA”,
- 1997 – oddanie do użytku drugiego skrzydła szkoły,
- 1999 – ukończenie budowy cegielni, jednej z najnowocześniejszych w Europie,
- 1999 – oddanie do użytku hali sportowej,
- 2004 – oddanie do użytku budynku gimnazjum,
- 2005 – oddanie do użytku nowoczesnej oczyszczalni ścieków oraz hydroforni
- 2012 – do miejscowości przyłączono pobliską wieś Zdrojówki.
- 2024 – odzyskanie statusu miasta

### Bitwa pod Dobrem
17 lutego 1831 we wsi Makówiec Duży rozegrała się bitwa wojsk polskich pod dowództwem generała Jana Skrzyneckiego z korpusem rosyjskim dowodzonym przez gen. Rosena. Maria Konopnicka opisała tę bitwę w wierszu pt. „Bitwa pod Dobrem”, rozpoczynającym się od słów: „Jak Dwernicki pod Stoczkiem, tak Skrzynecki pod Dobrem…”.

### Zabytki
Należy zaznaczyć, iż żaden z niżej wymienionych obiektów nie znajduje się w rejestrze zabytków.

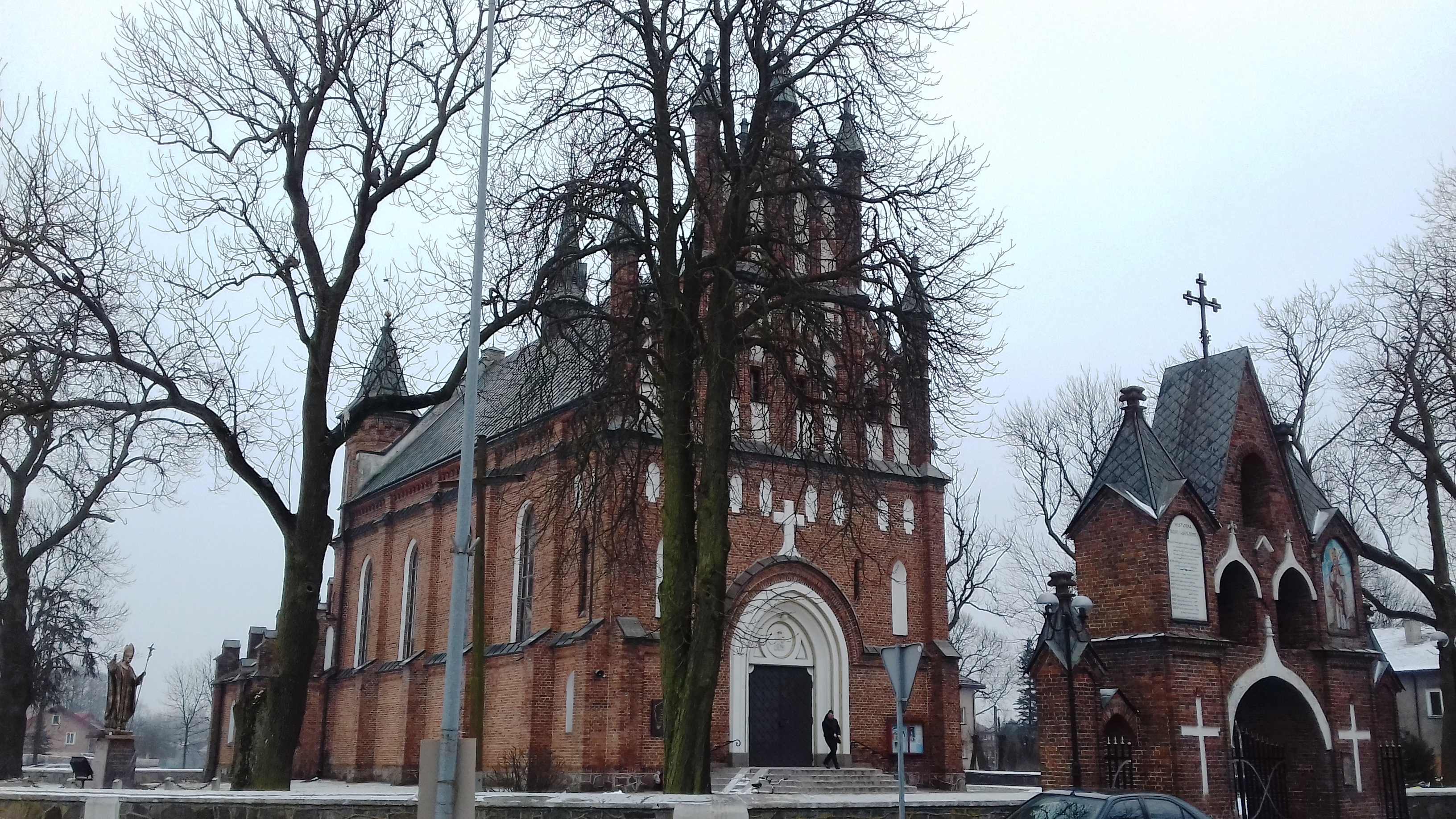
Kościół Św. Mikołaja

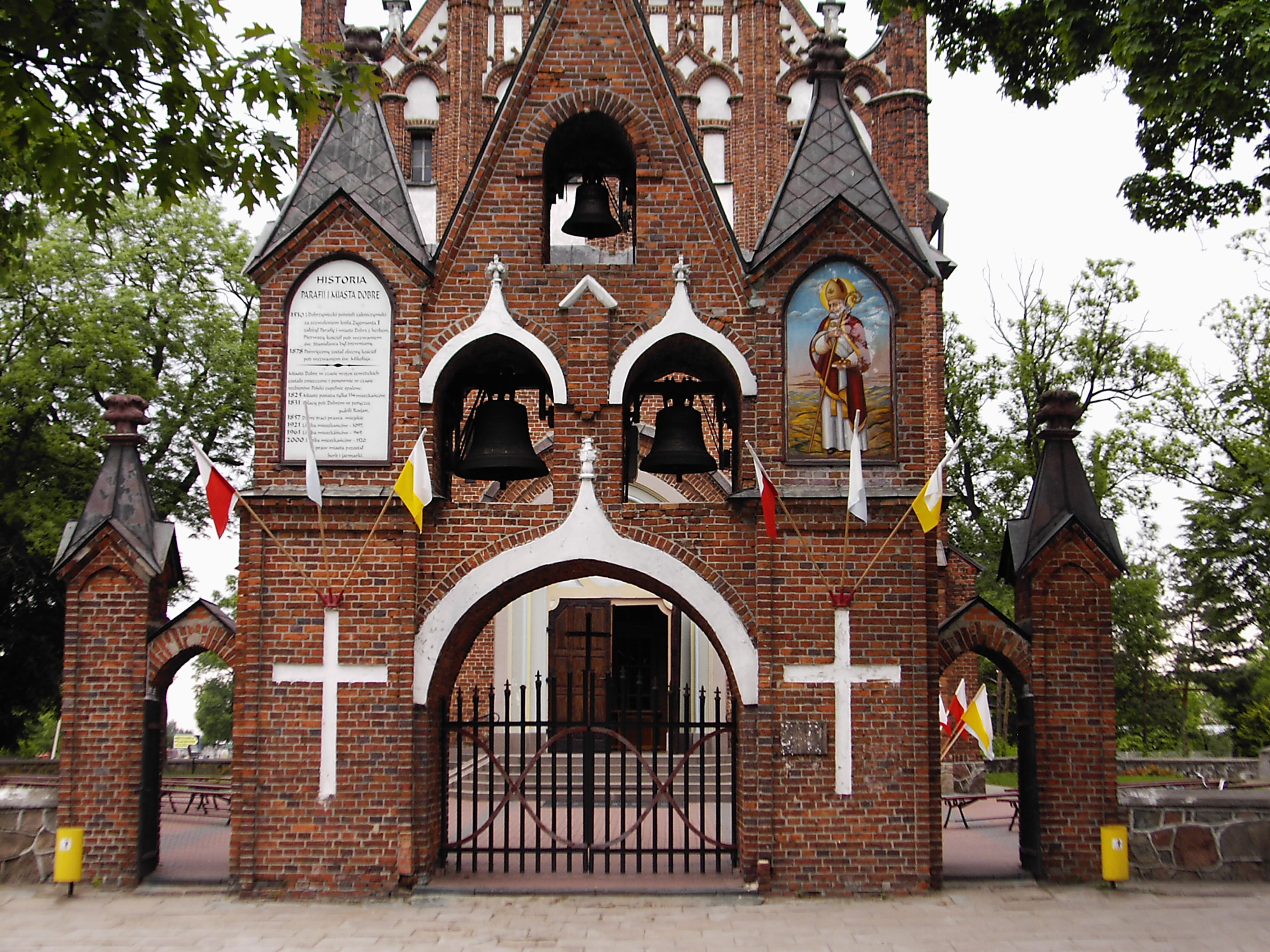
Dzwonnica w Dobrem

- neogotycki kościół parafialny św. Mikołaja. Wybudowany w latach 1873–1878 według projektu Bolesława Podczaszyńskiego na wzór kościoła św. Anny w Wilnie. Kościół ten ufundowali przedstawiciele rodu Jaźwińskich właściciele pałacu w Rudzienku, pochowani na pobliskim cmentarzu.
- brama kościelna z XIX w.
- dzwonnica z XIX w.
- plebania z XIX w.
- szkoła z pierwszej połowy XX w.
- drewniane budynki mieszkalne z XIX i XX w.
- kamienice wokół rynku z XIX i XX w.
- cmentarz parafialny z XIX w.
- płyta poświęcona Tadeuszowi Kościuszce z początku XX w.

### Pomniki
- Pomnik poległych w walkach o niepodległość w latach 1914–1920 oraz 1939–1945,
- Pomnik w hołdzie Żołnierzy BCh i AK poległych w walkach o wolność ojczyzny i pomordowanych w łagrach sowieckich w latach 1939–1945,
- Pomnik Nieznanego Żołnierza i ofiar terroru, upamiętniający walki z wojskami niemieckimi 11 września 1939 r.,
- Pomnik Marszałka Józefa Piłsudskiego,
- Pomnik Konstantego Laszczki przed budynkiem Szkoły Podstawowej w Dobrem,
- zegar słoneczny, upamiętniający 475. rocznicę nadania Dobremu praw miejskich
- Pomnik Jana Pawła II wystawiony w pierwszą rocznicę beatyfikacji, na terenie kościoła parafialnego
- Pomnik wystawiony w 10 rocznicę odzyskania niepodległości przez Polskę z 1928 r.

### Muzea
- W Gminnym Ośrodku Kultury w Dobrem znajduje się społeczne muzeum artysty rzeźbiarza Konstantego Laszczki. Ekspozycja prezentuje m.in. podobizny Laszczki przedstawione w formie popiersi, masek, medalionów i na medalach, wykonane w gipsie, terakocie, odlane w brązie. Zebrane są też fotografie dzieł artysty, dyplomy honorowe i odznaczenia.